# Togo (perro)
Togo (octubre de 1913 - 5 de diciembre de 1929) fue el perro líder del equipo de perros de trineo de Leonhard Seppala, que llevó la antitoxina diftérica en el tramo más  largo  y difícil de la Carrera del suero a Nome de 1925, a través del hielo de Norton Sound, en el norte de Alaska.

## Historia
Togo fue uno de los descendientes del ex perro líder, Suggen. Fue llamado así en recuerdo del almirante japonés Tōgō Heihachirō. Inicialmente, no parecía tener potencial como perro de trineo. Solo creció a aproximadamente 48 libras (22 kg) en la edad adulta y tenía un pelo negro, marrón y gris que lo hacía parecer perpetuamente sucio.  
Togo estuvo enfermo cuando era un joven cachorro y requirió cuidados intensivos de la esposa de Seppala. Era muy audaz y ruidoso, por lo tanto considerado como "difícil y travieso", mostrando "todas las señales de convertirse en un ... delincuente canino", según un periodista. Al principio, este comportamiento se interpretó como evidencia de que había sido mimado por la atención individual que se le había brindado durante su enfermedad. Como no parecía apto para ser un perro de trineo, Seppala lo regaló para que fuera perro mascota a los 6 meses de edad. 
Después de solo unas pocas semanas como mascota de la casa, Togo saltó a través del cristal de una ventana cerrada y corrió varias millas de regreso a la perrera original de su amo. Esta devoción por el equipo impresionó a Seppala, por lo que no intentó regalarlo nuevamente. Sin embargo, Togo continuó causando problemas al salir de la perrera cuando Seppala sacó al equipo a correr. Atacaría a los perros principales de los equipos que se aproximan, "como si ... despejara el camino para su maestro". Sin embargo, un día, atacó a un líder malamute mucho más fornido y fue mutilado y gravemente herido. Cuando se recuperó, Togo dejó de atacar a los perros líderes de otros equipos. Esto eventualmente resultaría una experiencia temprana valiosa, ya que era difícil enseñar a un perro líder a mantener una gran cantidad de equipos que se aproximan. 
Cuando Togo tenía 8 meses, demostró su valía como perro de trineo. Había corrido tras el equipo una vez más y dormía, sin ser visto, cerca de la cabaña donde Seppala pasaba la noche. Al día siguiente, Seppala lo vio a lo lejos y entendió por qué sus perros estaban tan nerviosos. Togo continuó dificultando el trabajo de Seppala, tratando de jugar con los perros de trabajo y guiándolos en "cargos contra renos", sacándolos del camino. Seppala no tuvo más remedio que ponerle un arnés para controlarlo, y se sorprendió de que Togo se calmara instantáneamente. A medida que avanzaba la carrera, Seppala siguió moviendo a Togo por la línea hasta que, al final del día, estaba compartiendo la posición de liderazgo con el perro líder (llamado "Russky"). Togo había recorrido 75 millas en su primer día en el arnés, lo que era desconocido para un perro de trineo joven sin experiencia, especialmente un cachorro. Seppala lo llamó un "niño prodigio", y luego agregó que "había encontrado un líder nato, algo que había tratado de criar durante años" 
Togo comenzó a entrenar, y después de unos años ocupó el puesto de perro guía. Se convirtió en uno de los perros más preciados de Seppala, una relación cercana y mutuamente beneficiosa que continuaría hasta el final de la vida de Togo. En el momento de la histórica Serum Run, tenía 12 años y había sido un perro guía durante 7 años. 
El Servicio de Parques Nacionales señala que en 1960, Seppala dijo: "Nunca tuve un perro mejor que Togo. Su resistencia, lealtad e inteligencia no podían mejorarse. Togo fue el mejor perro que jamás haya recorrido el sendero de Alaska".

## Consecuencias
Tras la vuelta, el perro Balto se convirtió en el canino más famoso de la carrera. Muchos mushers hoy en día consideran a Balto el perro secundario, pues el equipo de Seppala dirigido por Togo cubrió la parte más larga y peligrosa. Hicieron un ida y vuelta de 587 kilómetros (365 millas).
Inmediatamente después del relevo, Togo y otro perro en el equipo escaparon a perseguir a los renos, justo al regresar a su perrera en Little Creek. Seppala estaba consternado de que el campeón fue descuidado por la prensa, comentando que era casi más de lo que podía soportar cuando el perro Balto recibió una estatua por sus logros gloriosos.
En octubre de 1926, Seppala, Togo, y su equipo de perros hicieron una gira desde Seattle (Washington) a California; Seppala y Togo llevaron grandes multitudes a los estadios y grandes almacenes, e incluso aparecieron en una campaña de cigarrillos de Lucky Strike. 
En la ciudad de Nueva York, Seppala condujo a su equipo desde las escaleras del Ayuntamiento a lo largo de la Quinta Avenida e hizo un paseo a través del Central Park. El equipo apareció varias veces en el Madison Square Garden, que estaba siendo dirigido por Tom Rickard, y donde Togo fue galardonado con una medalla de oro por el reconocido explorador noruego Roald Amundsen.
En Nueva Inglaterra, compitieron en varias carreras de trineos tirados por perros contra locales y ganaron por márgenes enormes. Luego de esto, Seppala vendió la mayor parte de su equipo a una perrera local.
Togo se retiró en Poland Spring, Maine, donde se le practicó la eutanasia el 5 de diciembre de 1929, a sus 16 años. El titular de The New York Sun Times al día siguiente fue: "Perro heroico parte a su muerte. Togo fue elogiado también en muchos otros periódicos.
Después de su muerte, Seppala lo hizo disecar. Hoy en día se encuentra en exhibición en una vitrina en el museo Iditarod Trail Sled Dog Race en Wasilla, Alaska. El Museo Peabody de Historia Natural de la Universidad de Yale tiene su esqueleto en su colección.

## Legado
Los perros de trineo de Seppala se conservaron durante muchos años, pero últimamente se han convertido en una especie rara. El criador actual ha decidido dejar de trabajar en ellos, ya que la gente no los reconoce. Asimismo, los que los compran los cruzan con perros de tiro modernos, con lo que se pierde así la idea principal de tener un pura-raza de perro de trineo de Seppala.
En diciembre de 2019, Walt Disney Pictures estrenó la película Togo en la plataforma Disney+, con Willem Dafoe en el papel de Leonhard Seppala.